# Цена / выручка
Цена / выручка (англ. price/revenues; price/sales, PR ratio; PS ratio, P/R; P/S, цена / объём продаж, коэффициент «кра́тное выручки») — финансовый показатель, отображающий отношение цены компании к её годовой выручке.
Является одним из основных показателей, применяющихся для сравнительной оценки инвестиционной привлекательности акционерных компаний. В качестве предпосылки допускается однородная отрасль, где разумные инвесторы ожидают, что выручка последовательно создает соответствующие объёмы прибыли или денежного потока.
Малые значения коэффициента сигнализируют о недооценённости рассматриваемой компании, больши́е — о переоценённости. Существенным преимуществом коэффициента является то, что он не принимает отрицательных значений, как коэффициент P/E, а также более устойчив к субъективным факторам и злоупотреблениям менеджмента компаний.
Недостатком является то, что числитель является мерой собственного капитала, а знаменатель представляет доход на собственный и заемный капитал. Более корректно применять отношение рыночной стоимости инвестированного капитала MVIC к выручке, результатом чего станет получение стоимости инвестированного капитала
Иногда применяется обратный метод, то есть по среднему для данного сектора экономики значению P/R определяется стоимость непубличной компании путём умножения коэффициента P/R на годовую выручку компании.